# Proteuxoa obscura
Proteuxoa obscura là một loài bướm đêm trong họ Noctuidae.